# Nef-Isocyanid-Reaktion
Die Nef-Isocyanid-Reaktion ist eine Namensreaktion in der organischen Chemie, welche durch den amerikanischen Chemiker John Ulric Nef (1862–1915) erstmals 1892 veröffentlicht wurde. Die Nef-Isocyanid-Reaktion ist eine Additionsreaktion und sollte nicht mit der bekannteren Nef-Reaktion verwechselt werden.

## Reaktionsschema
Die Nef-Isocyanid-Reaktion beschreibt die Reaktion eines Carbonsäurechlorids (1) mit einem Isonitril (2) unter Bildung von Carbonsäurechloridimid (3):
Das Carbonsäurechloridimid (3) kann zu einem Amid hydrolysiert, andere Nukleophilie eingefangen oder mit Silbersalzen einer Halogenidabstraktion unterworfen werden, um ein Acylnitrilium-Zwischenprodukt zu bilden.

## Anwendung
Die Nef-Isocyanid-Reaktion ist von theoretischem Interesse, da kinetische Messungen und DFT-Studien gezeigt haben, dass die Addition in einem Schritt erfolgt, ohne dass ein tetraedrisches Intermediat zwischengeschaltet wird, das üblicherweise für Carbonyladditionsreaktionen vorgeschlagen wird.